# Alfa Pictoris
Alfa Pictoris (α Pic, α Pictoris) je nejjasnější hvězda jižního souhvězdí Malíře, od Země je vzdálená přibližně 97 světelných let. Ze střední Evropy je nepozorovatelná, nad obzor vystupuje jižně od 28° s.š. Na planetě Merkur je Alfa Pictoris hvězdou jižního nebeského pólu.

## Vlastnosti
Hvězda má poloměr o 60 % větší než Slunce a hmotnost asi dvou Sluncí. Při odhadovaném stáří 660 milionů let jde o poměrně mladou hvězdu typu lambda Bootis. Spektrální klasifikace A8 Vn kA6 ukazuje pekuliaritu hvězdy, kde kA6 znamená, že spektrální čára železa K je slabší než je obvyklé, což poukazuje na nízký obsah tohoto prvku. Písmeno n za označením luminozitní třídy znamená, že absorpční čáry jsou široké a mlhavé, to je způsobeno rychlou rotací hvězdy (promítaná rotační rychlost je 206 km/s).
Data ze sondy Hipparcos naznačují možnou přítomnost hvězdného průvodce obíhajícího velkou poloosou asi 1 AU. Alfa Pictoris je zdroj rentgenového záření, což je u hvězd spektrálního typu A neobvyklé.